# Lista över vulkaner på Venus
Detta är en lista över vulkaner på Venus.
- Maat Mons
- The Tick
- Sapas Mons
- Sacajawea Caldera
- Ushas Mons